# توماس سالتوس لوبوك
توماس سالتوس لوبوك (بالإنجليزية: Thomas Saltus Lubbock؛ 29 نوفمبر 1817 – 9 يناير 1862) كان شخصية بارزة في تكساس والكونفدرالية. وُلد في ولاية ساوث كارولاينا قبل أن ينتقل إلى تكساس حيث أصبح من حرس تكساس وشارك في ثورة تكساس. خدم لاحقًا كـملازم في بعثة سانتا فيه التكساسية التي انتهت بالفشل. ومع اندلاع الحرب الأهلية الأمريكية، ارتقى إلى رتبة كولونيل في جيش الولايات الكونفدرالية وقاد لفترة قصيرة وحدة حرس تكساس (Terry's Texas Rangers) قبل وفاته عام 1862.

## الجدول الزمني لمسيرته
| السنة              | الحدث                                                               |
| ------------------ | ------------------------------------------------------------------- |
| 1817               | وُلد في ساوث كارولاينا                                               |
| ثلاثينيات القرن 19 | انتقل إلى تكساس وأصبح عضوًا في حرس تكساس                             |
| 1836               | شارك في ثورة تكساس ضد المكسيك                                       |
| 1841               | خدم كملازم في بعثة سانتا فيه التكساسية (وانتهت بالفشل)              |
| 1861               | انضم إلى جيش الولايات الكونفدرالية في بداية الحرب الأهلية الأمريكية |
| أواخر 1861         | رُقّي إلى رتبة كولونيل وتولى قيادة حرس تكساس                          |
| 9 يناير 1862       | توفي أثناء خدمته في كينتاكي                                         |

## الإرث والتأثير
سُميت باسمه مقاطعة لوبوك (تكساس) ومدينة لوبوك تكريمًا لدوره في تاريخ تكساس والكونفدرالية.